# Пуньск (гмина)
Пуньск (пол. Puńsk, лит. Punskas) — сельская гмина (волость) в Польше, входит как административная единица в Сейненский повет, Подляское воеводство. Население — 4429 человек (на 30 июня 2015 года).

## Демография
Население гмины дано на 30 июня 2015 года.
| Перепись            | Всего | Женщины | Мужчины |
| ------------------- | ----- | ------- | ------- |
| Всего               | 4 233 | 2 120   | 2 113   |
| Городское население | 0     | 0       | 0       |
| Сельское население  | 4 233 | 2 120   | 2 113   |

Большинство населения, согласно переписи 2002 года, составляют литовцы — 74,4%.

## Поселения
1. Бокше
2. Буда-Завидугерска
3. Бураки
4. Довяцишки
5. Дзедзюле
6. Гелуйше
7. Калиново
8. Компоце
9. Крейвяны
10. Новинники
11. Огурки
12. Ошкине
13. Пелеле
14. Полюньце
15. Пшиставаньце
16. Пуньск
17. Рейштокеме
18. Санкуры
19. Сейвы
20. Скаркишки
21. Смоляны
22. Старе-Бокше
23. Шлинокеме
24. Шолтаны
25. Таурошишки
26. Тракишки
27. Тромполе
28. Видугеры
29. Вилкопедзе
30. Войчулишки
31. Войтокеме
32. Волыньце
33. Жвикеле

## Соседние гмины
1. Гмина Краснополь
2. Гмина Сейны
3. Гмина Шиплишки
4. Литва